# Maison Božić à Kraljevo
La maison Božić à Kraljevo (en serbe cyrillique : Кућа Божића у Краљеву ; en serbe latin : Kuća Božića u Kraljevu) se trouve à Lazac, sur le territoire de la Ville de Kraljevo et dans le district de Raška, en Serbie. Elle est inscrite sur la liste des monuments culturels protégés de la République de Serbie (identifiant no SK 1496),.

## Présentation
La maison, située 12 rue Tanaska Rajića, a été construite dans les années 1880 dans un style éclectique. D'après les archives conservées, elle a été achetée en 1894 à Sava Popović par Vićentije Krdžić, alors prêtre-archimandrite du monastère de la Présentation-du-Christ-au-Temple de Dučalovići dans la gorge d'Ovčar-Kablar ; après son départ pour le monastère de Hilandar, Krdžić a vendu la maison à Savatije Božić, qui a activement participé à la vie sociale de Kraljevo, en fondant la section de la Croix-Rouge et la Société d'aviation de la ville et en œuvrant pour que Mataruška Banja reçoive le statut de station thermale. Son fils, l'ingénieur Dobrivoje Božić, est entré dans l'histoire comme l'inventeur du frein à air utilisé dans le chemin de fer.
De plan rectangulaire, la maison se compose d'un sous-sol et d'un haut rez-de-chaussée ; elle est recouverte d'un toit à quatre pans, tandis qu'un toit légèrement plus bas couvre le porche d'entrée ajouté plus tard. Elle repose sur un haut socle de briques et de pierres ; les encadrements des fenêtres sont moulurés ; les angles du bâtiment, les cordons de la façade et la corniche du toit sont dotés d'éléments ornementaux caractéristiques de l'architecture éclectique en Serbie à cette époque.